# Nymphe (Zoologie)

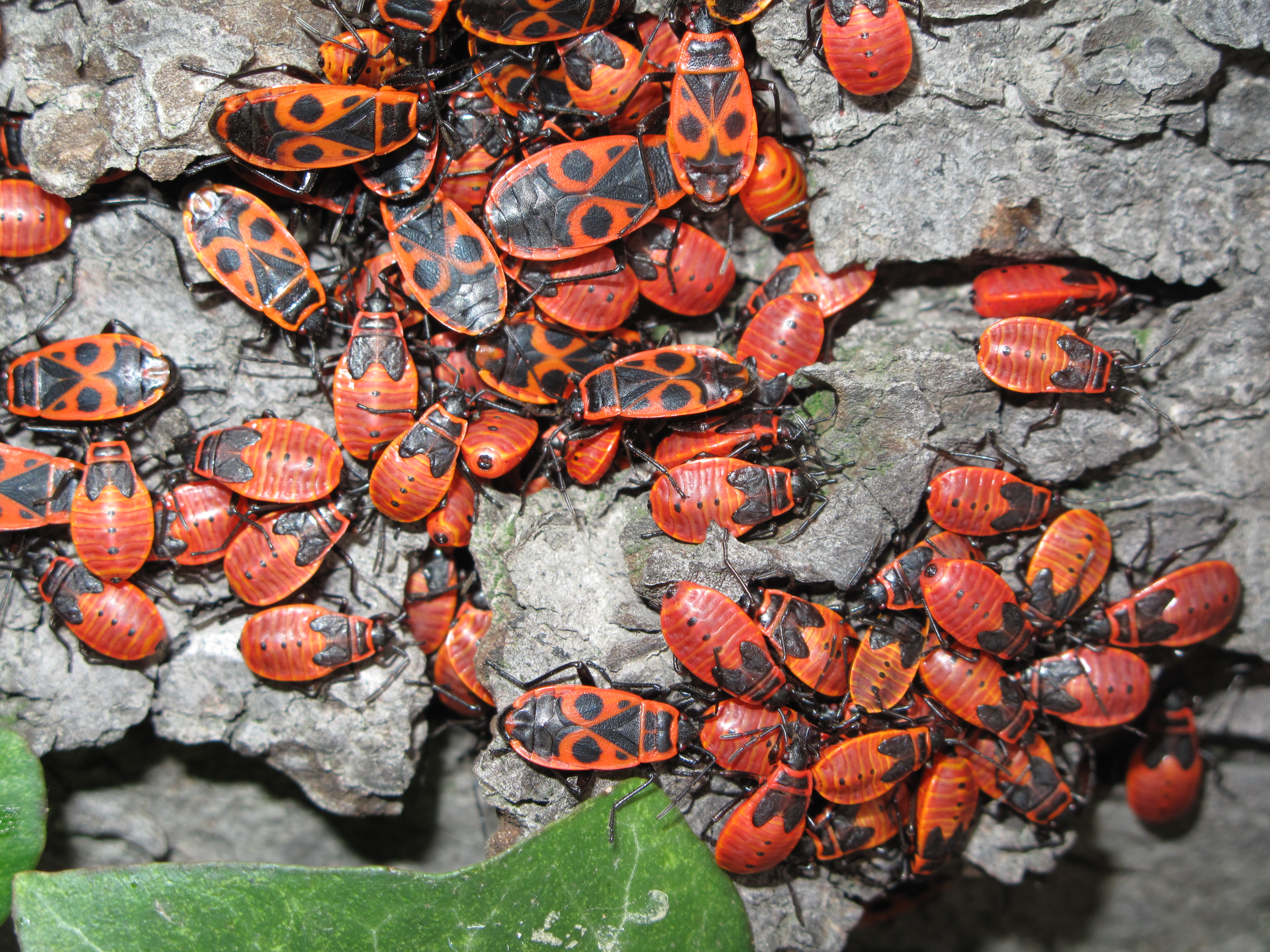
Imagines und Nymphen der Gemeinen Feuerwanze. Bei den kleineren Nymphen sind die schwarz abgesetzten Flügelanlagen erkennbar

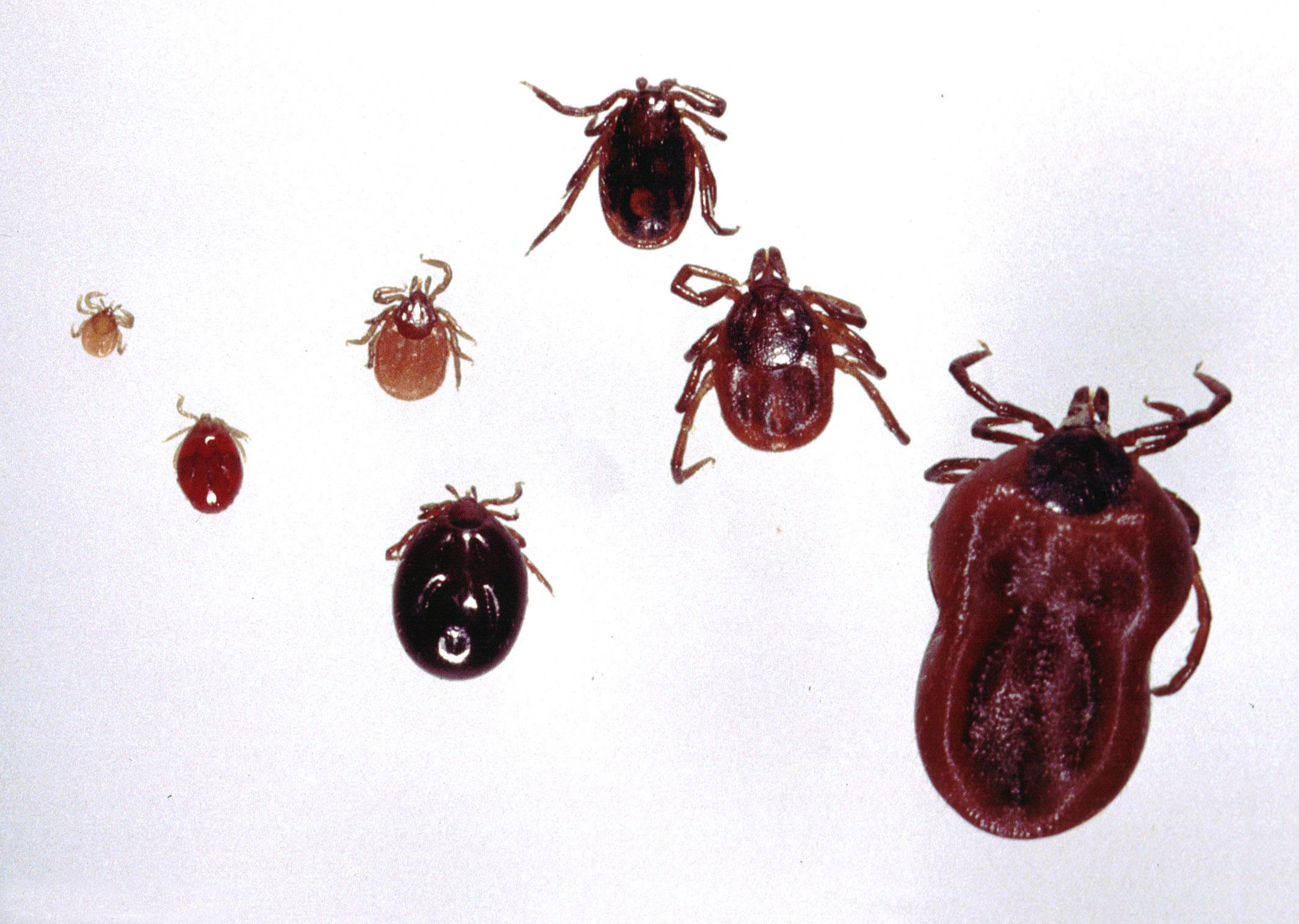
Entwicklungsstadien einer Zecke: Protonymphe, Nymphen, adultes Tier

Als Nymphen werden Jugendstadien verschiedener Gliederfüßer bezeichnet, die, anders als Larven, äußerlich dem erwachsenen Stadium bereits sehr ähnlich sind. Nymphen findet man beispielsweise bei hemimetabolen Insekten, wo sie sich vom vollentwickelten Insekt (Imago) unter anderem durch noch unvollständig entwickelte Flügel und/oder Geschlechtsorgane unterscheiden.
Auch bei Spinnentieren, insbesondere bei den Webspinnen und Milben wie zum Beispiel dem Gemeinen Holzbock, ist die Nymphe die im Regelfall vorkommende Jugendform. Bei geflügelten Insekten wird häufig erst ab dem ersten komplett entwickelten Stadium mit ausgebildeten Flügelanlagen, meist nach der dritten Häutung, von einer Nymphe gesprochen. Vorhergehende Stadien werden als Pronymphe bezeichnet. Bei Milben werden die jüngsten Stadien Protonymphen genannt.
Wenn bei Zecken ein Muttertier mit Erregern der Borreliose infiziert ist, werden die Erreger über die Eier auf die daraus schlüpfenden Nymphen übertragen, so dass bereits die Nymphen, die schon wenige Tage nach ihrer Blutmahlzeit wieder abfallen, ihren Wirt mit Borreliose infizieren können.

## Belege
1. 1 2 3  Nymphe. In: Herder-Lexikon der Biologie. Spektrum Akademischer Verlag, Heidelberg 2003, ISBN 3-8274-0354-5.